# Éphraïm Mikhaël
Éphraïm-Georges Michel, dit Éphraïm Mikhaël, est un poète symboliste français, né à Toulouse le 25 juin 1866 et mort à Paris le 5 mai 1890.

## Biographie

### Les premières années
Originaire d’une famille juive de Toulouse, Éphraïm Mikhaël est le fils de négociants assez aisés. Il suit les cours du lycée de Toulouse. En 1881, il monte à Paris avec ses parents : son père devient marchand de vin puis ouvre une agence immobilière. Il suit alors les cours du lycée Fontanes, qui prend le nom de Condorcet en 1883. Il s’inscrit ensuite à la Sorbonne pour y préparer une licence en lettres. L’ayant obtenue, il se présente au concours de l’École des chartes, où il est reçu en 1886. Il y rencontre notamment André-Ferdinand Herold, entré un an plus tôt, lui aussi poète teinté de symbolisme. Le jeune Éphraïm-Georges Michel en sort en 1889 (8e sur 10), après soutenance d’une thèse consacrée à Richard de Saint-Victor, et travaille au catalogue du Département des imprimés de la Bibliothèque nationale. 

### Le poète

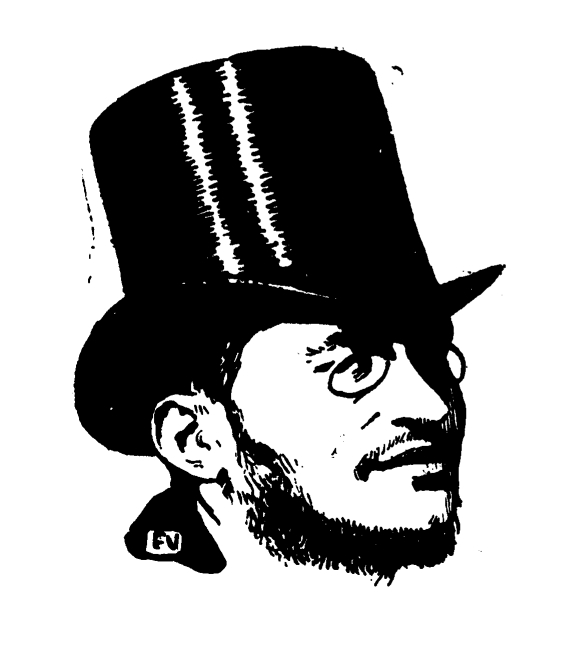
Portrait par Félix Vallotton, publié dans Le Livre des masques (vol. II, 1898) de Remy de Gourmont.

Il écrit parallèlement dans plusieurs revues poétiques dont La Jeune France (1885) de Paul Demeny, fréquente les « mardis de Mallarmé » et regroupe autour de lui quelques jeunes poètes, connus sous le nom du groupe de La Pléiade, : on trouve dans cette revue notamment Rodolphe Darzens, Saint-Pol-Roux et Pierre Quillard. René Ghil, fondateur de la revue La Décadence en octobre 1886, décrit alors Éphraïm Mikhaël comme « grêle et long, la tête rousse et petite, le visage taché de rousseurs, souriant, un peu dansant de timidité et pourtant tenace ». 
À l’âge de 20 ans, il publie une plaquette, L'Automne (1886), contenant quatorze poèmes.
Parallèlement, il fait jouer des pièces de théâtre, La Fiancée de Corinthe (1888) et Le Cor fleuri (1888). Une troisième pièce, Briséïs, est écrite en collaboration avec Catulle Mendès et dont le premier acte est mis en musique par Emmanuel Chabrier : il est représenté le 5 mai 1899 au théâtre de l’Académie nationale de musique. 
Mais Éphraïm Mikhaël est mort de la tuberculose à l’âge de 23 ans en 1890. Remy de Gourmont, frappé par ce décès prématuré, affirme qu’on entend dans ses poèmes « l’ennui des prédestinés qui sentent obscurément, comme l’eau glacée d’un fleuve gonflé, monter le long de leurs membres les vagues de la mort ».

## Œuvre

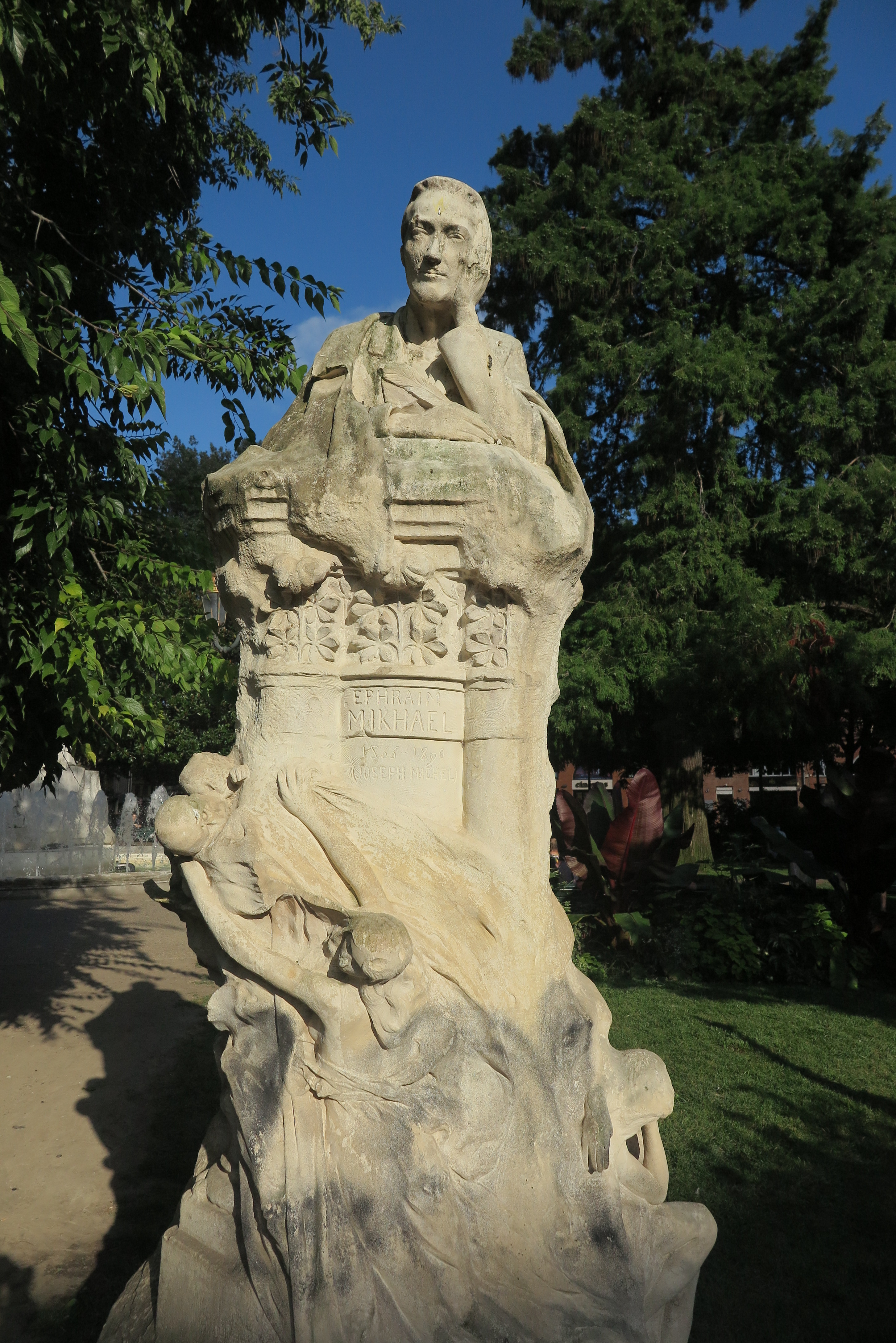
Statue le représentant, par Joseph Michel, à Toulouse.

### Ouvrages publiés
- Le Cor fleuri, féerie en un acte, Paris : Tresse et Stock, 1888, 19 p., joué au Théâtre-Libre de Paris le 10 décembre 1888
- La Fiancée de Corinthe, légende dramatique en trois actes, avec Bernard Lazare, Paris : C. Dalou, 1888, 55 p. lire en ligne sur Gallica

Publications posthumes
- Œuvres, poésies, poèmes en prose, Paris : A. Lemerre, 1890, IV-277 p.
- Briséïs, drame en trois actes, avec Catulle Mendès, Paris : Dentu, v. 1900, 70 p.
- Lettres à Bernard Lazare, suivies de Sillafrida, Reims : À l’écart, 1992, 120 p.
- Œuvres complètes : aux origines du symbolisme, éd. Denise Galpérin et Monique Jutrin, Lausanne : L’âge d’homme, 1995-2001, 2 vol.

### Poèmes mis en musique
- Emmanuel Chabrier, L'Ile heureuse (1890)